# Droga wojewódzka 581
Die Droga wojewódzka 581 (DW 581) ist eine 27 Kilometer lange Droga wojewódzka (Woiwodschaftsstraße) in der polnischen Woiwodschaft Masowien und der Woiwodschaft Łódź, die Gostynin mit Krośniewice verbindet. Die Strecke liegt im Powiat Gostyniński und im Powiat Kutnowski.

## Streckenverlauf
Woiwodschaft Masowien, Powiat Gostyniński
-  Gostynin (Gostynin) (DK 60, DW 265, DW 573)
- Kozice
- Zaborów Stary
- Sokołów
- Pomarzanki

Woiwodschaft Łódź, Powiat Kutnowski
- Łanięta (Lanieta)
- Świecinki
- Święciny (Neuwedel)
- Miksztal
- Nowe Grodno
-  Krośniewice (DK 91, DK 92)